# 이채 (1700년)
이채(李埰, 1700년 ~ 1738년 또는 1762년)는 조선 후기의 왕족 출신 문신이다. 선조의 아홉째 서자 경창군 이주의 5대손이다.

## 생애
조선후기의 문신으로 본관은 전주, 휘는 채(埰), 자는 치규(雉圭)이다. 숙종의 6남 연령군(延齡君) 이훤(李昍)의 양자로 간 낙천군(洛川君) 이온(李縕)의 생부로 선조의 아홉째 서자 경창군(慶昌君)의 5대손이다. 한때 임해군의 양자로 지목되었던 창원정(昌原正) 창원군(贈昌原君) 이준(李儁)은 그의 고조이며, 청평도정(淸平都正) 증 청평군(贈淸平君) 이천(李洤)은 증조이고, 서천군(西川君) 이황(李榥)은 조부이다. 아버지는 감역(監役)과 현감(縣監)을 지낸 이정소(李廷熽)이고, 어머니는 증 참판(參判) 진릉군(晉陵君) 진주인(晋州人) 유관(柳綰)의 딸이다.
부인은 진주인(晋州人) 유만중(柳萬重)의 딸이다.
이정소의 장남으로 1700년(숙종 26)에 탄생하였으며, 1728년(영조 4) 별시 병과에 급제하여 조산대부(朝散大夫) 권지승문원부정자(權知承文院副正字), 주서(注書)를 지냈다. 1738년(영조 14) 향년 39세로 별세하였다. 그러나 선원보략에 의하면 그는 1762년에 사망한 것으로 나타난다.
아들 이수신이 연령군의 사후 양자로 갔지만 그에게 내려진 증직은 전하지 않는다. 그는 동생 이게의 아들 중 이유형을 양자로 들이게 되었다.

## 가족관계
- 증조부 : 청평도정(淸平都正) 이천(李洤, 사후 군으로 추증)
- 할아버지 : 종실 서천군(西川君) 이황(李榥, 1651년 9월 22일 - 1724년 11월 17일).
- 아버지 : 현감(縣監) 이정소(李廷熽, 1674년 1월 9일 ~ 1729년 9월 25일).
- 어머니 : 진주유씨(1675년 5월 21일 ~ 1758년 2월 24일), 증 참판(參判) 진릉군(晉陵君) 진주인(晋州人) 유관(柳綰)의 딸.
- 부인 : 진주유씨, 진주인(晋州人) 유만중(柳萬重)의 딸.
  - 아들 : 낙천군(洛川君) 이온(李縕), 숙종의 6남 연령군(延齡君) 이훤(李昍)에게 출계.
  - 양자 : 이유형(李惟馨), 동생 예조참의(禮曺參議) 이게(李垍)의 장남.
    - 양손자 : 이명초(李明初)
- 동생 : 이게(李垍)
- 동생 : 이발(李墢)

## 같이 보기
- 경창군
- 연령군
- 낙천군